# Dunakeszi tömegközlekedése
Dunakeszi város helyi közlekedését a Sportbusz Kft. és a Volánbusz látja el helyi és helyközi járatokkal. A város a legelső hazai vasútvonal mentén fekszik, így a vasúti közlekedés kezdete óta része a város közlekedésének.
E szócikk nem csak a Sportbusz Kft. által 2018 óta üzemeltetett helyijárati autóbusz-közlekedéssel foglalkozik, hanem a Dunakeszit érintő összes közlekedési rendszert (és azok esetleges hiányosságait) igyekszik bemutatni.

## Helyi és helyközi autóbusz-közlekedés
A város autóbusz közlekedésének két fontos tengelye van: a 2-es főútvonal menti helyi és helyközi vonalak és az ebből a városházánál leágazó Fót (és Mogyoród) irányú tengely. Az Alag városrész északi kertvárosi részére tulajdonképpen csak a körjáratú helyi autóbuszok közlekednek (kivéve néhány Fót felé közlekedő járatot, mely direkt betér Alag északi részére, hogy biztosítsa a kertváros összeköttetését Fóttal, valamint enyhítse Dunakeszi óvárosa felől közlekedő helyi járatok utasterhelését).
A helyijáratok viszonylag sűrűn, munkanapokon átlagosan félóránként járnak (kivéve a szabadságligeti vonalat, ez csak tanítási napokon, reggel és délután 2-2 alkalommal közlekedik). Céljuk elsősorban Dunakeszi helyközi járatok által nem vagy csak megközelítőleg érintett részeinek (pl. Alagi major, Szabadságliget, Auchan áruház stb.) feltárása és összeköttetése egymásssal, illetve a két forgalmas közösségi közlekedési tengellyel, továbbá, hogy csökkentsék a városon belül a helyközi járatok utasterhelését.

### Helyijárati autóbuszvonalak
- Vasútállomás - Szakorvosi Rendelő - Horányi rév - Barátság u. - Szakorvosi Rendelő - Vasútállomás
- Vasútállomás - Szakorvosi Rendelő - Barátság u. - Dunakeszi-Gyártelep vmh. - Piros Óvoda - Spar - Fót - Alagi temető - Repülőtéri út - Vasútállomás
- Vasútállomás - Repülőtéri út - Fót - alagi temető - Spar - Piros Óvoda - Dunakeszi-Gyártelep vmh. - Barátság u. - Szakorvosi Rendelő - Vasútállomás
- Auchan Áruház - Barátság u. - Széchenyi u. - Tisza u. - Kossuth Lajos u. - Fót - Alagi temető (- Vasútállomás) - Auchan Áruház
- Vasútállomás - Repülőtéri út - Fót - alagi temető - Spar - Vasútállomás - Szakorvosi Rendelő - Horányi rév - Barátság u. - Dunakeszi-Gyártelep vmh. - Piros Óvoda - Huszka Jenő u. - Vasútállomás (csak szombaton)
- Vasútállomás - Repülőtéri út - Fót - alagi temető - Spar - Vasútállomás - Szakorvosi Rendelő - Horányi rév - Barátság u. - Dunakeszi-Gyártelep vmh. - Piros Óvoda - Huszka Jenő u. - Vasútállomás (csak vasárnap)

A menetrend a DunakesziApp-on és a dunakeszi.hu oldalon érhető el.
Ezeken felül a MÁV Személyszállítási Zrt. helyközi autóbuszjáratai vehetők igénybe helyi közlekedésre a MÁV Személyszállítási Zrt. díjszabása szerint.

### Csomópontok, átszállási lehetőségek
Mivel a helyi és a helyközi járatok nagyrészt párhuzamosan haladnak Dunakeszin, tulajdonképpen majdnem minden helyi járati megállónál át lehet szállni helyközi viszonylatra (ez alól kivétel Szabadságliget, az alagi major és a repülőtér környéke, mert ezeken a területeken csak helyi járatok közlekednek).
Helyi és helyközi viszonylatok fontosabb csomóponti megállóinak tekinthető a Horányi rév, a templom, a Barátság u. 9. és 39., a Táncsics u., a Fóti út 2., a vasútállomás, az alagi temető és a Szabadságliget megállók.
Dunakeszi területén lévő három vasúti megállóhelyet lehet elérni helyi járatokkal (Alagimajor megállóhelyet nem lehet megközelíteni).

### Helyközi közlekedés
Dunakeszi a kapuja Budapest Duna bal parti északi agglomerációjának, így a városon átmenő közösségi- és egyéni közlekedés nagyon sűrű. A tömegközlekedést igénybe vevők túlnyomó része Budapestre utazik (ennek köszönhető, hogy a 300-as busznak több betétjárata csak Dunakesziig jár), kisebb része Vác vagy Fót irányába. Azonban a menetrend szerinti autóbusszal elérhető helyiségek száma Dunakeszi kéttengelyű (Vác-Budapest és Fót irányú) közlekedése és a főváros közelsége miatt jelentősen korlátozott. Így tehát az átszállás nélkül elérhető helyiségek csupán Göd, Sződliget, Vác, Fót és Mogyoród, és értelemszerűen Budapest.

#### Dunakeszit érintő járatszámozásos helyközi autóbuszvonalak
- 300: Budapest, Újpest-Városkapu – Dunakeszi – Göd – Vác, autóbusz-állomás
- 301: Göd, Autópihenő → Dunakeszi → Budapest, Újpest-Városkapu
- 302: Budapest, Újpest-Városkapu – Dunakeszi, Horányi rév
- 303: Budapest, Újpest-Városkapu – Dunakeszi, templom/Barátság utca 9.
- 305: Budapest, Újpest-Városkapu – Dunakeszi, Auchan Áruház – Dunakeszi, Horányi rév
- 306: (Budapest, Újpest-Városkapu –) Dunakeszi, Auchan Áruház – Dunakeszi, Barátság utca 9.
- 308: Budapest, Újpest-Városkapu → Dunakeszi, Szent Imre tér → Fót, autóbusz-állomás (→ Fót, Auchan Áruház) → Budapest, Rákospalota → Budapest, Újpest-Városkapu
- 309: Budapest, Újpest-Városkapu → Dunakeszi, Szilágyi utca → Dunakeszi, Szent Imre tér → Fót, autóbusz-állomás (→ Fót, Auchan Áruház) → Budapest, Rákospalota → Budapest, Újpest-Városkapu
- 310: Budapest, Újpest-Városkapu → Budapest, Rákospalota (→ Fót, Auchan Áruház) → Fót, autóbusz-állomás → Dunakeszi, Szent Imre tér → Budapest, Újpest-Városkapu
- 311: (Fót, autóbusz-állomás → Dunakeszi, Szent Imre tér →) Dunakeszi, Báthory István utca → Dunakeszi, Szent Imre tér → Budapest, Újpest-Városkapu
- 324: Dunakeszi, Barátság utca 39. – Fót, Gyermekváros – Mogyoród, HÉV-állomás – Mogyoród, EGIS telep – Gödöllő, autóbusz-állomás
- 325: Dunakeszi, Barátság utca 39. – Fót, Gyermekváros – Mogyoród, HÉV-állomás
- 371: Vác, autóbusz-állomás – Göd – Dunakeszi, városháza – Fót, Gyermekváros (gyorsjárat)

### Járműpark
A helyközi járatok járművei értelemszerűen megegyeznek a Volánbusz flottájába tartozó járművekkel (lásd bővebben: ), a helyközi járatok szinte mindegyike csuklós busz (leggyakoribbak a Volvo 7700A-k, a MAN Lion’s City-k). A helyi járatokon alacsony padlós szóló autóbuszok (Mercedes O405N, Mercedes Citaro) közlekednek. A Ventona Tesco-járatain mikrobuszok (Renault Master, Peugeot Boxer, Ikarus 521, Ikarus 546, Iveco Daily), illetve szóló alacsony padlós MAN autóbuszok közlekednek.

### Díjszabás
A helyi járatokon az utazás ingyenes.
A helyközi járatok díjszabási táblázata: . A jegy ára a megtenni kívánt távolságtól függ. A Budapestre közlekedő helyközi viszonylatokon a Budapest Bérlet is használható, ekkor csak a BB-szakaszhatárig kell jegyet vagy bérletet vásárolni.

## Vasúti közlekedés
Dunakeszi közlekedésének és iparának is egyik legmeghatározóbb tényezője a vasút, hiszen a legelső vasútvonal a város új- és legújabbkori ipartörténetében óriási szerepet játszott. Legelőször az óváros nagyállomása létezett csupán, majd a 20. század legelején megépült a vasúti járműjavító és a munkások könnyebb odajutása végett létrehozták a gyártelepi megállót. Később létesült a Dunakeszi alsó, majd a veresegyházi vonalon az Alagimajor megálló. Így Dunakeszinek jelenleg négy vasúti megállója van. Ebből a gyártelepi megálló a legforgalmasabb: a lakótelepekhez és értelemszerűen a járműjavítóhoz ez van a legközelebb. Dunakeszi nagyállomásának és Dunakeszi-Gyártelepnek nagy forgalma van, itt megállnak a gyorsított személyvonatok (G70), Dunakeszi alsó megálló forgalma közepes, míg Alagimajor megállónak utasforgalma szinte alig van, hiszen a lovarda már nem üzemel és a megálló kilométerekre van a lakott területektől, ennek ellenére minden személyvonat (S70) megáll, ha van fel- vagy leszálló. 2023/2024-es menetrendben Alagimajor feltételes megállóhelynek minősül.
Az ütemes menetrend miatt Dunakesziről a fővonalon munkanapokon csúcsidőben átlagosan 15 percenként járnak a vonatok Budapest irányába, ennek ellenére a zsúfoltság a vonatokon nagy. A helyközi autóbuszok helyett sokan azért választják a vasutat a Dunakesziről Budapestre utazáshoz, mert az közvetlenül a főváros szívébe közlekedik, míg az autóbuszok csak Újpestig.

## Rév
Dunakesziről gyalogosokat és személygépkocsikat is szállító komphajó járattal lehet átjutni a Szentendrei-szigetre, a Szigetmonostorhoz tartozó üdülőterületre, Horányba, ahonnan viszont tovább csak egyénileg lehet közlekedni. (A legközelebbi autóbusz-megálló (895) több mint 3 kilométerre, Szigetmonostorban található.)
A városnak nincsen hajóállomása. A forgalmas réven kívül más vízi közösségi közlekedéssel nem lehet megközelíteni.
Lásd még: Magyarország vízi közlekedése

## Egyéb (egyéni) közlekedés
A várost átszeli a rendkívül forgalmas 2-es főút. Alag északi részén, a kertvárosban a helyi autóbusz járatok ritkán közlekednek. (Munkanapokon félóránként, hétvégén pedig óránkénti gyakorisággal.) Ez növeli a városon belüli gépjárműforgalmat.
A Duna menti nemzetközi kerékpárút (EuroVelo6) Esztergom-Budapest II. számú szakasza Göd felől érkezik, majd a Duna sor - Liget u. útvonalon a 2. számú főút (Fő út) mellé érkezik. A Templomtól a kerékpárutat a Fő út két oldalára, az úttestre festették fel, itt halad a város déli határáig, ahol jelenleg véget ér.
2011-2012 között készült el a Dunakeszi-Fót kerékpárút, amely a Fő úti kerékpárútból a Berzsenyi Dániel utcánál ágazik ki, majd érintve a Radnóti Miklós gimnáziumot a Táncsics utcára fordul. Ezen éri el a Bajcsy-Zsilinszky utat, aminek a mentén a Fóti útig vezet. Innen a Fóti út mentén már egészen Fót határáig kerekezhetünk rajta.
A Verseny utcán is vezet kerékpárút, ez a Dunakeszi-Fót kerékpárútból ágazik ki és egészen Dunakeszi-Alsóig vezet.
2012-ben készült el az alagi kerékpár-körút, amely a gyártelepi vasútállomástól indulva Alag utcáin kanyarog, majd a Posta utca végén a Verseny utcai kerékpárútba torkollik.
A város határában létesült egy 800X500 méteres füves kifutóval rendelkező sportrepülőtér, melyet hobbipilóták használnak, így közforgalma nincsen. A repülőtéren rendszeresen rendeznek repülőnapokat, légi bemutatókat. A Dunakeszi repülőtér IATA kódja (LHDK). A repülőtér jövője 2018-ig biztosított volt egy repülőklub által.

## Külső hivatkozások
- Dunakeszi honlapja
- Vasúti menetrend (belföldi/nemzetközi)
- ,  Változások a váci térségi helyközi járatok jelölésében 2009. június 16-ától
- Dunakeszi Auchan járat
- Dunakeszi-Göd Tesco járat
- Dunakeszi-Fót Tesco járat
- Archiválva 2013. január 11-i dátummal a Wayback Machine-ben Helyi autóbusz-közlekedés 2013. január 1.-től